# Семененко, Евгений Станиславович
Евге́ний Станисла́вович Семене́нко (род. 26 июля 2003, Санкт-Петербург, Россия) — российский фигурист, выступающий в одиночном катании. Двукратный чемпион России (2023, 2024), бронзовый призёр чемпионата России (2025), победитель II Всероссийской Спартакиады сильнейших 2024 года, бронзовый призёр этапа Гран-при Skate Canada (2021), победитель мирового командного чемпионата (2021),  победитель финала Кубка России (2021), чемпион России среди юниоров (2021). Участник Олимпийских игр в Пекине (2022). Мастер спорта России международного класса.

## Биография
Родился 26 июля 2003 года в Санкт-Петербурге. Семья Евгения была далека от спорта. В 5,5 лет мать отвела его на каток спорткомплекса «Юбилейный». До 2012 года занимался в СШОР Санкт-Петербурга под руководством Светланы Французовой и Олега Татаурова. С восьми лет тренируется под руководством Алексея и Татьяны Мишиных.
Учился в ГБОУ Средняя общеобразовательная школа № 606 Пушкинского района Санкт-Петербурга. В 2021 году окончил школу с золотой медалью и поступил на лечебный факультет Первого Санкт-Петербургского государственного медицинского университета.

### Начало карьеры
В  сезоне 2011/12 состоялся дебют Семененко на серьёзном уровне. Он  занял восьмое место на чемпионате города в категории «младший возраст», набрав 112 баллов в сумме. 

### Сезон 2020—2021
В феврале 2021 года неожиданно для специалистов и болельщиков Евгений Семененко победил в финале Кубка России в Москве, благодаря чему отобрался на чемпионат мира.
В марте Евгений Семененко дебютировал на чемпионате мира в Стокгольме. За прокат короткой программы он получил 86,86 балла и занял десятое место. В произвольной программе фигурист прыгнул два четверных прыжка и получил за выступление 171,59 балла. С суммой в 258,45 Евгений занял восьмое итоговое место. Результат выступлений Семененко, а также его соотечественника Михаила Коляды, позволили им завоевать три квоты в мужском одиночном катании для российских фигуристов на Олимпийские игры в Пекине и на чемпионат мира 2022 года.
В апреле в составе сборной России принял участие на командном чемпионате мира. В короткой программе Семененко занял седьмое место, в произвольной — пятое. По результатам всех выступлений сборная России победила на  командном чемпионате мира.

### Сезон 2021—2022
Новый сезон Евгений начал с челленджера «Finlandia Trophy». По итогам короткой программы он занимал одиннадцатое место, но благодаря чистому прокату произвольной программы, состоящей из трёх четверных прыжков и двух тройных акселей, смог занять итоговое пятое место.
В октябре 2021 года Евгений принял участие на этапе Гран-при «Skate Canada». Он занял промежуточное пятое место после короткой программы, совершив ошибку на приземлении с четверного сальхова и чисто исполнив тройной аксель. В произвольной программе фигурист исполнил каскад четверной тулуп — двойной тулуп, четверной сальхов с помаркой, четверной тулуп, каскад тройной аксель — тройной сальхов через ойлер и тройной аксель с ошибкой на приземлении, что позволило ему занять итоговое третье место. На втором этапе Гран-при выступил с ошибками в обеих программах и занял лишь шестое место.
В декабре выступил на чемпионате России. Короткую программу исполнил без ошибок и по её результатам занимал промежуточное первое место. В произвольной программе допустил ошибки и занял итоговое 4-е место.
На чемпионате Европы в короткой программе чисто исполнил каскад четверной тулуп — тройной тулуп, четверной сальхов и тройной аксель и занимал промежуточное третье место, уступив 0,72 балла Андрею Мозалёву и 0,02 балла Марку Кондратюку. В произвольной программе допустил множество ошибок, став лишь девятым. По итогам двух программ занял 5-е место, при этом улучшил свой лучший результат по сумме двух программ.
25 января стало известно, что Семененко включён в состав сборной России на зимние Олимпийские игры 2022, потому что Михаил Коляда, который входил в состав сборной, пропустит турнир из-за положительного теста на коронавирус.
На Олимпийских играх в короткой программе исполнил каскад четверной тулуп — тройной тулуп, четверной сальхов, тройной аксель и получил 95,76 балла и расположился на промежуточном 7 месте. В произвольной программе ошибся на четверном тулупе, прыгнул четверной сальхов, каскад четверной тулуп — тройной тулуп, каскад тройной флип — двойной тулуп, каскад тройной аксель — ойлер — тройной сальхов и тройной аксель и получил 178,37 балла и улучшил свой личный рекорд и занял 9 место. За обе программы получил 274,13 балла и занял 8-е место в общем зачёте, при этом улучшил свой личный рекорд.

### Сезон 2022—2023
12—13 ноября выступил в четвертом этапе Гран-при России «Московские звёзды» в Москве. После короткой программе расположился на промежуточном 3-м месте с 88,75 балла, в программе в каскаде с четверным тулупом вместо четверного прыгнул двойной тулуп, остальные элементы исполнил без ошибок. В произвольной программе ошибся при исполнении четверного сальхова, остальные элементы исполнили без ошибок и занял 2-е место с 183,93 балла. За обе программы получил 272,68 балла и занял второе место. 
26—27 ноября выступил в шестом этапе Гран-при России «На призы губернатора Пермского края», чисто исполнил обе программы и выиграл турнир с суммой баллов 292,99.
4 декабря принял участие в чемпионате России по прыжкам и в командном и в личном турнире. По итогам жеребьёвки представлял команду Алексея Мишина. В 4-м и 5-м раундах исполнил четверной сальхов — тройной тулуп — тройной риттбергер и четверной сальхов — ойлер — тройной сальхов. В личном турнире исполнил два четверных тулупа и два четверных риттбергера, один четверной риттбергер был с касанием льда рукой и набрал 23,45 балла и занял 4-е место.
В конце декабря выступил на чемпионате России. По итогам короткой программы расположился на промежуточном 2-м месте, он исполнил каскад четверной тулуп — тройной тулуп, четверной сальхов и тройной аксель и получил 99,15 балла. В произвольной программе исполнил каскад четверной тулуп — тройной тулуп, четверной сальхов, четверной тулуп, секвенцию тройной аксель — двойной аксель, каскад тройной аксель — тройной сальхов через ойлер, тройной флип, тройной риттбергер, получил 195,92 балла и занял 1-е место. По сумме двух программ набрал 295,07 балла, набрав одинаковое число баллов с шедшим первым после короткой программы Петром Гуменником. По правилам при равенстве итоговых баллов победу одерживает фигурист с лучшим результатом в произвольной программе, Семененко выиграл чемпионат, а Гуменник завоевал серебряную медаль чемпионата.
4—5 марта участвовал в финале Гран-при России. В короткой программе ошибся на тройном акселе, остальные элементы исполнил без ошибок и занял 4-е место с 95,48 балла. В произвольной программе исполнил каскад четверной тулуп — тройной тулуп, четверной сальхов, двойной тулуп с ошибкой, секвенцию тройной аксель — двойной аксель, тройной аксель — тройной сальхов через ойлер, двойной флип с ошибкой, тройной риттбергер и также занял 4-е место с 177,21 балла. За обе программы набрал 272,69 балла и занял 4-е место.

### Сезон 2023—2024
В сезоне 2023—2024 на 2 этапе Гран-при России  «Край курая 2023» Евгений Семененко занял первое место, набрав за две программы 289,37 балла, Евгений исполнил в произвольной программе четыре четверных прыжка (четверной риттбергер, каскад  четверной тулуп — тройной тулуп, четверной сальхов, четверной тулуп) тем самым оставив соперников далеко позади. Однако на этапе в Казани проиграл Владиславу Дикиджи (сумма баллов: 287,40), набрав 266,24 балла в сумме за две программы.
В декабре в Челябинске состоялся чемпионат России. По итогам короткой программы расположился на промежуточном 2-м месте, Евгений исполнил каскад четверной тулуп — тройной тулуп, четверной сальхов и тройной аксель, набрав 101,19 балла. В произвольной программе  выполнил  каскад четверной тулуп — тройной тулуп, четверной сальхов, четверной тулуп, секвенцию тройной аксель — двойной аксель, тройной аксель, каскад тройной флип — тройной сальхов через ойлер, тройной риттбергер, набрав 193,56 балла. Итоговая сумма баллов за две программы составила 294,75 балла, что позволило Евгению второй год подряд завоевать золотую медаль чемпионата России и стать двукратным чемпионом России, подтвердив титул чемпиона 2023 года.
На чемпионате России по прыжкам занял 1 место в составе команды Дмитрия Козловского.
На II Всероссийской спартакиаде сильнейших, в рамках которой прошёл финал Кубка России, в короткой программе Евгений исполнил чисто каскад четверной тулуп — тройной тулуп, четверной сальхов и тройной аксель, набрав за короткую программу 104,84 балла. В произвольной программе  выполнил  каскад четверной тулуп — тройной тулуп, четверной сальхов, четверной тулуп, секвенцию тройной аксель — двойной аксель, тройной аксель, каскад тройной флип — тройной сальхов через ойлер, тройной риттбергер, набрав за произвольную программу 199,56 балла. По сумме двух программ Евгений набрал в сумме 304,40 балла, став победителем турнира.

## Программы
| Сезон     | Короткая программа | Произвольная программа | Показательные номера |
| --------- | --- | --- | --- |
| 2024—2025 | - «A Time of Quiet Between the Storms» - «Harvester Attack» (из фильма «Дюна: Часть вторая») Ханс Циммер хореография: Никита Михайлов | - «Elegy for the Arctic» - «Day 2: Golden Butterflies Variation 1» - «Experience» Людовико Эйнауди - «Clockwork» Филип Клейн хореография: Йе Джи Шин                                                                                | |
| 2023—2024 | - «Le clown» Брюно Пельтье хореография: Никита Михайлов                                                                               | - «Ромео + Джульетта»: - «Talk Show Host» Radiohead - «O Verona» Крэйг Армстронг, Нелли Хупер и Мариус Де Фриз - «Kissing You» Des'ree - «Escape from Mantua» Крэйг Армстронг, Нелли Хупер и Мариус Де Фриз хореография: Бенуа Ришо | - «Журавли» Марк Бернес - «Phantom» WayV - «Прелюдия к Послеполуденному отдыху фавна» Клод Дебюсси - «Концерт для фортепиано с оркестром № 2» Сергей Рахманинов |
| 2022—2023 | - «Adagio in G minor» Томазо Альбинони хореография: Адам Шоя                                                                          | - «Trust Fund Baby» - «Good Boy Gone Bad» Tomorrow X Together хореография: Илья Авербух | - «Облака-бродяги» Дмитрий Колдун - «Trust Fund Baby» - «Good Boy Gone Bad» Tomorrow X Together хореография: Илья Авербух - «Phantom» WayV хореография: Татьяна Прокофьева и Евгений Присяжный - «Frost» Tomorrow X Together хореография: Татьяна Прокофьева - «Adagio in G minor» Томазо Альбинони хореография: Адам Шоя |
| 2021—2022 | - «What Is It About Her?» Надим Нааман хореография: Никита Михайлов                                                                   | - «Мастер и Маргарита» (из телесериала «Мастер и Маргарита») Игорь Корнелюк хореография: Никита Михайлов | - «Frost» Tomorrow X Together хореография: Татьяна Прокофьева - «Eternally» - «Everlasting Shine» Tomorrow X Together |
| 2020—2021 | - «Город которого нет» (из телесериала «Бандитский Петербург») Игорь Корнелюк хореография: Никита Михайлов                            | - «Les Sans-Papiers» - «Le Pape des Fous» - «La Fete des Fous» (из мюзикла «Нотр-Дам де Пари») Риккардо Коччанте хореография: Никита Михайлов                                                                                       | - «Tequila» The Champs хореография: Татьяна Прокофьева |
| 2019—2020 | - «Tequila» The Champs хореография: Татьяна Прокофьева                                                                                | - «Preliator» Globus хореография: Татьяна Прокофьева | |
| 2018—2019 | - «Grande amore» Il Volo | - «Preliator» Globus хореография: Татьяна Прокофьева | |
| 2017—2018 | - «Billie Jean» - «Beat It» Майкл Джексон хореография: Адам Шоя                                                                       | - «Дон Жуан де Марко» (саундтрек) хореография: Никита Михайлов | |

## Спортивные достижения
| Соревнование                     | 14/15         | 15/16         | 16/17         | 17/18         | 18/19         | 19/20         | 20/21         | 21/22         | 22/23         | 23/24         | 24/25         |
| Международные                    | Международные | Международные | Международные | Международные | Международные | Международные | Международные | Международные | Международные | Международные | Международные |
| -------------------------------- | ------------- | ------------- | ------------- | ------------- | ------------- | ------------- | ------------- | ------------- | ------------- | ------------- | ------------- |
| Олимпийские игры                 |               |               |               |               |               |               |               | 8             |               |               |               |
| Чемпионат мира                   |               |               |               |               |               |               | 8             |               |               |               |               |
| Чемпионат Европы                 |               |               |               |               |               |               |               | 5             |               |               |               |
| Этапы Гран-при: Rostelecom Cup   |               |               |               |               |               |               | 6             | 6             |               |               |               |
| Этапы Гран-при: Skate Canada     |               |               |               |               |               |               |               | 3             |               |               |               |
| Finlandia Trophy                 |               |               |               |               |               |               |               | 5             |               |               |               |
| Ice Star                         |               |               |               |               |               |               | 3             |               |               |               |               |
| Tallink Hotels Cup               |               |               |               |               |               | 2             |               |               |               |               |               |
| Международные командные          |               |               |               |               |               |               |               |               |               |               |               |
| Командный чемпионат мира         |               |               |               |               |               |               | 1             |               |               |               |               |
| Национальные                     |               |               |               |               |               |               |               |               |               |               |               |
| Чемпионат России                 |               |               |               |               |               |               | 11            | 4             | 1             | 1             | 3             |
| Финал Кубка России               |               |               | 2 J.          |               | WD            | 1 J.          | 1             |               | 4             | 1             | 3             |
| Первенство России среди юниоров  | 16            | 7             | 10            |               |               | 5             | 1             |               |               |               |               |
| Чемпионат России по прыжкам      |               |               |               |               |               |               |               |               | 4             | 4             |               |
| Спартакиада учащихся России      |               |               | 2             |               |               | 2             |               |               |               |               |               |
| Этапы Кубка России. I этап       |               |               |               |               |               |               |               |               |               | 1             | 3             |
| Этапы Кубка России. II этап      |               |               |               |               |               |               | 4             |               |               |               |               |
| Этапы Кубка России. IV этап      |               |               |               |               |               |               | 1             |               | 2             | 2             | 1             |
| Этапы Кубка России. VI этап      |               |               |               |               |               |               |               |               | 1             |               |               |
| Мемориал Н.А. Панина-Коломенкина |               |               |               |               | 5 J.          |               |               |               |               |               |               |
| Международные среди юниоров      |               |               |               |               |               |               |               |               |               |               |               |
| Bavarian Open                    |               | 1             |               |               |               |               |               |               |               |               |               |
| Denkova-Staviski Cup             |               | 1             |               |               |               |               |               |               |               |               |               |
| NRW Trophy                       |               |               | 1             |               |               |               |               |               |               |               |               |
| Этап Гран-при: Австрия           |               |               |               | 6             |               |               |               |               |               |               |               |
| Национальные командные           |               |               |               |               |               |               |               |               |               |               |               |
| Кубок Первого канала             |               |               |               |               |               |               |               | 2             | 2             | 3             |               |
| Чемпионат России по прыжкам      |               |               |               |               |               |               |               |               | 3             | 1             |               |